# Banc d'essais ferroviaire de Rugby
Le banc d'essais ferroviaire de Rugby (en anglais Rugby Locomotive Testing Station) était un banc d'essai ferroviaire britannique à Rugby, dans le comté de Warwickshire. Initialement envisagé par Sir Nigel Gresley comme une opération conjointe LMS - LNER, les deux grandes compagnies ferroviaires, à l'instar de celui de Vitry-sur-Seine. La construction a commencé à la fin des années 1930, mais a été reportée par la guerre. Il fut inauguré en 1948, après la nationalisation du réseau ferré. L'emplacement avait un accès aux lignes principales LMS et LNER ( West Coast Main Line et le Great Central Main Line respectivement. Le GWR avait quant à lui son propre banc d'essais à Swindon.   
Les enregistrements du Rugby LTS font partie de la collection du National Railway Museum  .   